# 終末トレインどこへいく?
『終末トレインどこへいく？』（しゅうまつトレインどこへいく）は、EMTスクエアード制作の日本のオリジナルテレビアニメ作品。2024年4月から6月まで、AT-Xほかにて放送された。
住民に大きな異変が起きたとある町を舞台に、主人公の千倉静留がいなくなった親友の行方を追って仲間と電車で捜索に向かう物語。
制作スタッフは監督・音響監督は水島努、シリーズ構成は横手美智子が担当している他、キャラクターデザインは『ラブライブ！』シリーズを手掛けた西田亜沙子、音楽は『異世界食堂』シリーズを手掛けた辻林美穂が担当している。
2024年2月4日にはグランドシネマサンシャイン池袋にてトークショー付きの先行上映会が開催された。
少女達が西武池袋線に乗って旅をする物語だが、道中の各駅全ての出来事は描かれない。全ての駅を少しずつ見せるプランもあったが、描くべきことを削る必要があるため断念された。

## あらすじ
2年前の7G回線の開通。それが世界を一変させた。
急激な緑化と風化、地域の物理的な距離の拡大、異変による数々の混乱で政府もその機能を失った。
静留達の住む吾野の近辺では21歳3ヶ月を越えた住民が動物化する異変が発生していた。
2年前に消息を絶った葉香を探し求める静留はある日偶然、クロヒョウキャラバンの配達物の包装に使われていた新聞から、葉香の所在を突き止める。
静留は善治郎から2000系電車の操縦の仕方を習い、一人旅立とうとした所に撫子・玲実・晶が駆け付け共に旅立つこととなった。
静留達は吾野から30駅先、葉香の待つ池袋へと向かう。

## 登場人物

### 主要人物
千倉 静留（）
声 - 安済知佳
本作の主人公。高校2年生。茶髪のサイドテールで目は緑色で、制服（正確には推奨服）のスカーフは赤い。
考えるよりも先に身体が動く性分で放っておけないところのあるリーダー的存在。祖父から習った柔術が得意で、吾野柔術二段。得意技はロシアンフック。身体能力に自信がある。
深く考えず思ったことをそのまま喋ってしまうことがあり、発言がトラブルを引き起こすことがしばしばある。
2年前に葉香の語った夢を「無理無理」と否定してしまい、喧嘩したまま別れてしまった。
その後新聞で葉香が池袋にいることを知り、電車を操縦し池袋へ向かう。その道中でもポチさんが体調不良になった際撫子達と喧嘩し、一人電車を降りて池袋へ徒歩で向かおうとした。
池袋に到着後ポンタロー達の妨害を受けつつも葉香の乗った列車を追いかけ、遂に彼女と相まみえる。静留は葉香の語った夢を聞いて自身が小さく思えてしまったこと、葉香に離れていって欲しくなかったために否定してしまったことを深く謝罪し、今後は葉香の夢を支えると伝え仲直りした。7G回線停止後はアポジー号を走らせみんなと共に吾野へ帰っていった。
星 撫子（）
声 - 和氣あず未
高校3年生。茶髪のボサボサした髪を2つのおさげにしており、少しぽっちゃりした体型。目も茶色で、制服のスカーフは黄色。名は「なでしこ」だが「なでこ」という愛称で呼ばれている。
弓道を習っていて飛び道具が得意で、かつて吾野弓術の大会に参加したことがあり、意外と腕っぷしもいい。両親が離婚してしまっている。
優しくおだやかな性格だが、その一方で芯の強さも秘めており、喧嘩の中に割り入って阻止したり、ウライズミンが絶望した際には発破を掛けて立ち上がらせ、他にも好きなゲームが絡むと口調が荒くなり、好戦的になる一面もある。
最終決戦時には動くアポジー号から身を乗り出して矢を射り、転轍機を切り替える荒業を見せた。
久賀 玲実（）
声 - 久遠エリサ
高校1年生。褐色肌に左巻きソフトクリームのような金髪のギャルのような外観で、左頭部にバラのような髪飾りを付けている。目は紫色で制服のスカーフはピンク。主要人物の中で最も背が高い。
勉強や考えることは得意ではなく、昔は晶にテストの点数の取り方を聞いたところ、「教科書とか辞書の覚えたい部分をちぎって東郷煎餅に挟んで食べる」と助言され、信じて本当に実践してしまったことがある。
また昔小テストで一度だけ0点を取って以降晶から「零点玲実霊長類！」と馬鹿にされている。
しかし野生児のような直感型で、激昂すると手がつけられないほどの凶悪な強さを発揮する。
五感に優れており、視力も2.5あるとのこと。ミーハーで都会に憧れている。昔は髪色がこげ茶だった。
晶とはよく喧嘩しているものの、内心では大切に思っている。手首に付けている茶色のブレスレットは、教科書を本当に食べてしまった玲実に対して晶からお詫びとしてプレゼントされたもの。
父親はハダカデバネズミ、母親はキノボリカンガルー、祖父は三葉虫となってしまっている。
東雲 晶（）
声 - 木野日菜
中学3年生。青みの黒髪おかっぱ頭で目は青色、制服のリボンは緑。左頭部に黄色いヘアピンを付けている。主要人物の女子の中で最も背が低い。
中学生のため他の主要人物の女子とは服装が異なり、上は白いブラウスの上に黒いカーディガンを身に着けており、下は他の女子より暗めのスカートを履いている。中高一貫になる前の旧吾野中学の制服。
雑学に詳しい物知りで、モールス信号がわかる他、『チャタレイ夫人の恋人』を暗誦できる。玲実にイヤミを言っておちょくっては、よく口ゲンカになるが内心はお互い信頼し合っている。
大人ぶろうとしているが頭でっかちなだけで、中身は年相応に子供っぽく本当は怖がり。見栄っ張りなところもあり、東吾野でお尻にキノコ（えのき）が寄生していた際は自ら打ち明けられなかった。
10年以上前は泣き虫だったと本人も言っている。玲実によるとハラペーニョチップスが食べられないらしい。
主要人物の中で最もか弱いが、その記憶力と閃きで静留一行のブレーンとして活躍することも多い。
中富 葉香（）
声 - 東山奈央
2年前に行方不明になった、静留の小学生時代からの友人。県立吾野高等学校の高校生。茶色みの黒髪ストレートロングで目は赤色。制服のスカーフは静留と同じ赤。
現在は髪のボリュームが増え、髪留めをし、毛先に赤紫のメッシュが掛かっている。7G回線のトリガーとなってしまった影響である模様。
宇宙開発の職に就きたいという夢を静留に打ち明けたが否定されてしまう。その後、静留から逃れるように池袋へ行ってしまった。
その池袋に到着したとたん、ポンタローの「7G回線開通式典」に巻き込まれ、「7G事件」の発端となる開通ボタンを押してしまう。
7G回線を開通したことで自在に異変を起こす力を得るが、ポンタローによって洗脳を施されてしまい、自意識や記憶が薄れて言いなりになってしまっている。
現在は池袋とこの世界の恐怖の支配者「魔女王」として君臨し、逆らう人間は茶碗蒸しなどに変えてしまっている。
池袋まで来た静留と再会を果たすも思い出した記憶から異変の力で静留を拒絶してしまう。洗脳の際に掛けられた暗示の影響か、思い出した記憶はすぐに忘れてしまっていた。
ポンタローに連れられて乗った列車に静留たちが乗り込んできて相まみえる。再び記憶を取り戻した葉香は異変の力の影響で負の感情が増大し、かつて自身の夢を否定した静留を強く非難する。しかし静留の謝罪と、撫子・玲実・晶の説得もあり自身も静留を内心見下して恨んでいたことを告白し和解。彼女が7G回線のスイッチを押したことで7G回線は停止する。葉香の風貌も2年前の姿へと戻っていた。
7G回線停止後はこれからのことに胸を馳せつつ静留たちと共に吾野へと戻っていった。
ポチさん
行方不明になった葉香の家で飼われているオスの秋田犬。静留たちが小さい頃から現在と変わらない姿のようで、推定13、4歳くらいの高齢。
一時幼児退行した晶から、顔などを弄られていても怒りもせず付き合う温厚な性格。鼻が効き、異変の感知ができて静留達に教えてくれる。元保護犬であった。
ゾンビや池袋の自警団員を難なく押倒したり、静留を追撃しようとしたポチを橋から池に追い落として自らは駆け上がって戻るなど身体能力も高い。

### 吾野駅の人々
静留母
声 - 大原さやか
静留の母親。レッサーパンダと化しているが、家事は行える。クズリとなった夫がいる。
イグアナ先生
声 - ふくまつ進紗
イグチ先生と呼ばれている静留達の担当教師。進路希望調査票に「人探し」としか記入しない静留に頭を悩ませている。
マレーグマ
声 - 藤原聖侑
政晴と呼ばれている。キクコと言うキョンとなった妻がいる。食欲が高まると野生の熊の意志が勝って周囲に襲い掛かることも。
オニオオハシ
声 - 鳳芳野
おイトばあと呼ばれている。
カピバラ
声 - 横尾まり
カズ代さんと呼ばれている。
タスマニアデビル
声 - 中村和正
タカさんと呼ばれている。クロヒョウキャラバンから送られてきた物資の肉を、早い者勝ちと言わんばかりに独り占めしようとしていた。
ヌー
声 - 千田ミヤコ
夜、ポチさんと歩いていた静留とすれ違い挨拶する。
中富 小雪（）
葉香の祖母。モルモットと化しており、他の動物になった人とは異なり言葉を話さない（喋れないのか自発的に喋らないだけなのかは不明）。
消息を絶った葉香を酷く心配しており、静留から葉香の生存を知らされ涙した。
善治郎と静留の出発を見送った後は、静留に頼まれて善治郎に車掌帽を被らせる役目を担っている。オープニングにも善治郎と一緒に登場している。
クズリ父さん
声 - 山口勝平
静留の父親。2年前に消防団の仲間たちと共に吾野の外へ調査へ向かったまま消息不明となる。
静留に吾野柔術を教えた本人。しかし動物化したことで上手く力を振るえない様子。
東長崎と椎名町の間で、移動に使用していた手漕ぎ式のトロッコが故障してしまい立ち往生しているところで静留達と再会を果たす。先の椎名町には行き、トキワの妨害により逃げざるを得なかったが、そのうちの一人を倒してベレー帽を奪っており、晶に渡した。この時は誰もベレー帽の意味を分かっていなかったが、静留達がトキワを倒すきっかけとなった。また、椎名町に行った時に葉香とポンタローの2人と遭遇していたが、髪型が変わり果てていたため葉香とは気づかなかった。
事情を話した後はトロッコを修理してもらい、吾野へ帰っていった。
栄作
声 - 菅原雅芳
静留の父と行動している吾野消防団のオカピ。未婚。
ひで坊
声 - 福西勝也
静留の父と行動している吾野消防団のツチブタ。

### 東吾野駅の人々
マツタケイコ
声 - 福圓美里
和服に身を包んだ女性。頭頂部にキノコが生えている。7G事件の前には池袋に住んでいた。
東吾野を訪れた静留達を手厚くもてなし、食料や着替えを無償で提供してくれていたが、キノコを生えさせて仲間に引き入れようと企む。
体にキノコが生えても自我が失われる訳ではないらしく、辛いことや嫌なことから逃れるために望んで生やしたのだと言う。
静留達にキノコを生えさせようとしたのも、彼女なりの善意であった様子。
結局は静留達を仲間にするのを諦め、見捨てるように出発を見送った。
住人
声 - 丸中康司・佐々木義人・綿貫竜之介・蓮岳大・中谷一博・福西勝也・松本沙羅・小若和郁那・今泉葉子
東吾野の住人達。住人全員の頭頂部にキノコが生えている。
マツタケイコと共に静留達を仲間に引き入れようとするが、最後は諦めて出発を見送ることにした。
静留達が到着し出発した直後までの間に少なくとも住民二名の寿命が尽きている。

### 高麗駅の人々
オタネニンジン
声 - 綿貫竜之介・佐々木義人・蓮岳大・丸中康司
高麗駅周辺に無数に生えていた。ホームに2000系が入線すると地中から生えてきて、一斉に大笑いし出した。

### 仏子駅の人々
地蔵
声 - 小野坂昌也
喋る地蔵。動くことが出来ないらしく、お供えを食べられないことに腹を立てていた。池袋新聞によると、その後お供えを盗まれてキレた。また別の記事によると５ミリ移動したとのこと。

### 稲荷山公園駅の人々
マコト
声 - 井口裕香
平 善治郎と以前一緒に働いていた7G回線の科学者。稲荷山公園の人達からは「ドクター」と呼ばれている。フルネームは「甲把（ガッパ）・マコト・オングストローム」。
善治郎とは旧知の仲のようで、彼によると、小学生の頃に大便を漏らしたことをはじめ、カンニングや涎まみれといった事件を彼のせいにしたらしく、そのことで善治郎からは恨まれている。
ポンタローによってうにゃうにゃ手術を受けさせられそうになるが、善治郎が自らを犠牲に足止めしたことで窮地を脱し、稲荷山公園へ逃げ延びた。
そこで7G回線による稲荷山公園の縮小に巻き込まれ、体が小さくなってしまう。その後稲荷山公園のリーダーとして活動していたが、ボスがやってきたことでリーダーの座を奪われ基地の管制塔に幽閉されてしまう。
彼女は医者では無かったが晶の身に起こった異常が7Gによる異変に由来するものであり、7G研究者としての知識が治療に大きく貢献することとなった。
善治郎とはうにゃうにゃ手術以降会っておらず、犠牲になった後は命を落としていたと思っていた。
静留達によって善治郎が現在も存命だと知り、ボスが消えて幽閉から開放された後は善治郎に会いに、小さくなった車で静留達が通った線路を逆走し、吾野へ向かった。
無事吾野に着いた後は善治郎に猫耳型の脳波読み取り装置を取り付け、善治郎の言葉を翻訳し7G問題解決の手掛かりを見つけようとしている。その過程で、世界の消滅の危機を知ることとなった。
7G回線停止後は、以前の縮小とは逆に元のサイズの1.6倍の大きさに巨大化してしまっていた。
ボス
声 - 阿部敦
稲荷山公園を支配するリーダー。稲荷山公園に上等・下等の身分制度の導入や自衛隊を使っての恐怖政治を敷くなど暴虐の限りを尽くしている。
静留達と同様に他所からやってきたため他の住民と違って縮小されていない。それゆえ住民たちは逆らえずにいた。
マコトが7G回線の研究に関わっていたのをどこかで知り、現状を変えられてしまうのを恐れて彼女を幽閉した。
元は基地の航空機や車両に憧れを抱く青年であった。いつか基地で働きたいと思っていたが友人に「お前には無理だ」と貶されてしまう。
7G回線による異変後に稲荷山公園を訪れた彼は、かつての屈辱からか非道に走ってしまった。
ブレスレットを壊され激昂した玲実によって腹部に電柱のフルスイングを受け敗北。騒動後は拘束され、異変で巨大化した狭山湖の無人島に送られる。
その後、ポンタローに助けられたのか、最終決戦において1/6サイズのCH-47に吊り下げられた椅子に座って再び現れ、1/6サイズの小銃で攻撃をしポンタローに加勢するも、玲実にフルスイングを再び喰らわされて容易くあしらわれてしまい、その後どうなったか不明。
ミニ隊長・隊員
声 - 松本忍（隊長）・拝真之介（隊員）
静留達を拘束した自衛隊員。静留達から情報を聞き出すべく尋問やヘリのローターに拘束したまま回転させる拷問を行った。
ミニお姉さん（山田）
声 - 嶋村侑
清掃係を任せられている下等稲荷山市民の女性。ボスの支配に反感を覚えつつもどうすることも出来ずただ状況に甘んじるしかなかった。
稲荷山公園を支配しているボスを倒すことを条件に静留達の拘束を解き、稲荷山公園の内情を伝えマコトの奪還とボスの打倒に協力する。
騒動の終結後はマコトに同行し吾野へ向かった。
ミニお兄さん
声 - 三瓶雄樹
下等稲荷山市民の男性。ボスに献上する電力のために自転車による人力発電を強いられている。
元は上等稲荷山市民であったが、何らかの理由で降格を受けている。かつての立場から知り得たマコトの幽閉場所を静留達に教え、マコトの奪還とボスの打倒に協力する。
騒動の終結後はミニお姉さんと共にマコトに同行し吾野へ向かった。

### 大泉学園駅の人々
異変によって住民全員が「練馬の国のアリス」の登場人物となってしまっている。
アリス
声 - 山村響
同アニメの主人公。高校3年生。元々「スクールカースト」No.2だったが、ある事件で引きこもりになる。このある事件は、ネットで探すとたまに引っかかるらしい。
ある時、引きこもってたアリスの大切なゲーム機を三毛猫に略奪されて逃亡されるが、アリスの嘗ての失禁をきっかけに、エスカレーターの裏の和室で三毛猫を発見。
再度逃亡する三毛猫を追うと裏練馬の練馬区庁舎に辿り着くのが同アニメの始まりで、それから「裏練馬の若きリーダー」となる。
大泉学園では三毛猫によって軍人将棋で爆殺され、静留達が大泉学園に到着した際には既に消滅しており、渾沌によってアリスの「カケラ」を墓に封印されている。
アリス復活のために静留達とスーちゃんの活躍でカケラを取り戻され、死者が蘇ると言われる伝説の泉「持ち駒の泉」にカケラは入れられたが、復活することなく消滅してしまう。
その後はスーちゃんも失ってウライズミンが絶望するが、その時の撫子の真っ直ぐな叱責を受けたウライズミンに期待を持たれ、撫子がアリスの役割を引き受けることになった。
スーちゃん
声 - 井澤詩織
主人公アリスの仲間で、自殺願望が強い女の子。
いつでも自殺できるようにと常に首吊り紐を首に巻いている。この首吊り紐は自らのアイデンティティを担っており、失うとパニックになって失神するとのこと。
困難や逆境ですぐに「死ぬ死ぬ」と弱音を吐き、何かされるとすぐ「殺す気！」と怒る。一方でご機嫌だといつも変な歌を歌う。訪れたい場所は巣鴨プリズン。
大泉学園では罪悪感のかたまりによって騙し討ちされるものの何とか生き延び、エスカレーターの裏の和室の先にあるウライズミンの牛丼店で、冷蔵庫に入れられて匿われていた。
静留達と話してアリス復活のために「カケラ」を取り戻すのに協力したものの、カケラを取り戻した直後にウォーカーと罪悪感のかたまりに見つかるが、静留達によって窮地を脱する。
牛丼店に帰った後は、カケラを「持ち駒の泉」に入れたがアリス復活に失敗し、直後に追ってきた罪悪感のかたまりによってカケラにされて、自ら持ち駒の泉に入って消滅してしまった。
撫子がアリスの役割を引き受けた後は、ウライズミンの消去法で玲実がスーちゃんの役割を引き受けることになった。
ごーもんティー
声 - 吉野裕行
主人公アリスの仲間。苦悩の梨など世界中のあらゆる拷問道具を体に備えるプロの拷問士、先祖代々拷問士の家系なのでプライドがとても高い。
仕事は真面目にこなすが、ちょくちょく拷問士的多好感で心がどこかにいってしまう。とても痛みに弱くかすり傷一つで大騒ぎする。
静留達が大泉学園に到着した際には序二段のトラップに嵌り拷問された挙句、既に消滅しており「カケラ」を墓に封印されている。
アリスと同様、カケラは取り戻されたが復活することなく消滅した。
撫子がアリスの役割を引き受けた後は、「目を細めて見ると似てる」とのことで、晶がごーもんティーの役割を引き受けることになった。
ケッシー
声 - 下地紫野
主人公アリスの仲間。ケシの化身でストレスを受けたりボコられると、いい気持になる白い液体を体中から放出する。
遺伝子組み換え技術のお陰で中毒になる心配はないらしい。
静留達が大泉学園に到着した際にはヒグラシとアブラゼミとその他のクォーターに蹴り殺され、既に消滅しており「カケラ」を墓に封印されている。
アリスと同様、カケラは取り戻されたが復活することなく消滅した。
撫子がアリスの役割を引き受けた後は、「目を細めて見ると似てる」とのことで、静留がケッシーの役割を引き受けることになった。
渾沌（）
声 - 中村悠一
二足歩行する犬で犬種はノーフォークテリア。裏練馬のボスで退廃とカオスをこよなく愛する極悪非道。
暴力で支配するよりも人の弱みに付け込んでネチネチやるのが得意。
静留が大泉学園に到着する1週間前、自身を閉じ込めている「駒袋」の封印が解かれ、渾沌が支配したことで大泉学園を「カオスの国の渾沌さま」へと改めた。
最終的に部下が全員倒され、「魔女王」こと葉香の情報を喋って逃げた。
最終決戦において二代目の円盤に乗ってボスと共に現れポンタローに加勢するも、撫子の弓で一打を加えられ容易くあしらわれてしまい、ボス同様その後、どうなったか不明。
くだん
声 - 斎藤千和
渾沌の部下。牛だか人だかの妖怪。酸性で身体にかかると猛烈にかゆくなり得体の知れないブツブツが出来る母乳を四方八方に撒き散らすが、自分でも止めることはできない。
墓場の戦いでは飛車と同じ動きをする為、卒塔婆のトラップに引っかかった所を静留達に挟撃され撃退された。
ラガーマン
声 - 山本格
渾沌の部下。宙に浮いたボートに乗るラガーマン。野球選手になりたかったラグビー選手だがラグビー愛は特になくアメフトと混同されても何とも思わない。
トスバッティングで球を打って攻撃する。
墓場の戦いでは角行と同じ動きをし、静留にボートの底を破られて撃退された。
罪悪感のかたまり
声 - 西地修哉
渾沌の部下。青い寝袋のような物に入った存在。人々のこの世の全ての罪悪感が集まり、それが具現化したもので謝りながらも悪事を働く。
寝袋のようなものに入ったまま飛び跳ねて移動する。
墓場の戦いでは香車と同じ動きをする為、まっすぐ進むことしかできず、撫子の吾野弓術による殴打技で撃退された。
三毛猫
声 - 酒井広大
渾沌の部下。二足歩行するオスの三毛猫でアリスを裏練馬に引き入れた張本人。
墓場の戦いで金将と同じ動きをする為、晶の助言を聞いた静留に殴り飛ばされ撃退された。
序二段
声 - 藤原聖侑
渾沌の部下。人心御供にされた序二段力士の転生体。
墓場の戦いで銀将と同じ動きをする為、晶の助言を聞いた玲実のドロップキックを受けて撃退された。
ヒグラシとアブラゼミとその他のクォーター
声 - 大谷祐貴
渾沌の部下。二足歩行する巨大なセミ。長い名前の通り、複数のセミの特徴が混ざっている。セミの良い所だけを集めたエリートと本人は言っているが、本当はただの雑種。
墓場の戦いでは桂馬と同じ動きをし、撫子の吾野偏差弓術を喰らい撃退された。
ウォーカー
声 - 木田祐（墓掘り）・堀総士郎
渾沌の部下。将棋の歩を模した一般兵。言葉の訛りが強く、その訛りに法則性が無い。
静留達が到着した時には渾沌の勝利の祭りを開催しており、墓掘りのはらわたあめ屋をはじめ、各種の屋台を出していた。
将棋倒しに弱く、巻き込まれるとなすすべなく倒れる。
牛丼
声 - 露崎亘（店長）・美斉津恵友（出向社員）・橋本ちなみ（看板娘）・猪股速十（バイトリーダー）・いとうさとる（最古参）
ウライズミンのレジスタンス。エスカレーター地下の牛丼屋に隠れている。スーちゃんを匿っていた。
ウライズミン
声 - 川井田夏海・阿部菜摘子・唯野あかり・伊吹茅紘
裏練馬の住人達。穏やかで争いごとの嫌いな心優しい性格をしているが一方で敵に対しては容赦ない部分がある。渾沌達に支配されている抑圧民。依存体質で最初は普通の人間だったが、だんだん豚になってしまった。
静留達がやって来た時には捕らえられて街灯や渾沌の車、パラグライダーにされていた。

### 椎名町駅の人々
トキワ
声 - 上田燿司（マンA）・こぶしのぶゆき（マンF）・喜多村英梨（ウーマン）
売れない漫画家の3人組。ヒットを目指して椎名町に着いたが鳴かず飛ばずだったところ、葉香（を唆したポンタロー）によって力を与えられて池袋への侵入を防ぐ門番となり、池袋へ行こうとする静留たちに襲い掛かった。
力の契約「サブスク」によって得た黄緑色のベレー帽を使い、対象を望む通りのものに変えてしまう。この力によって大泉学園の悪役の封印を解いたほか、設定を変えてアリス達を死なせる原因を作り、椎名町駅から池袋への線路を地割れで寸断し池袋へ行けないようにした。
実はベレー帽ありきで力を振るっており、ベレー帽を他人が被るとその人が力を使えるようになる。
元々は3人ではなく4人だったのだが、クズリ父さんに1人（T氏）を倒されてベレー帽を奪われ、静留たちがトキワを倒すきっかけを作り出した。晶が被っていたベレー帽で逆に返り討ちに遭い、最終的に敗北してサブスクを解除した結果、地割れが元に戻り椎名町駅から池袋への線路が再びつながった。その後、彼らはどこに行ったのか不明。

### 池袋駅の人々
ポイズン・ポンタロー
声 - 浪川大輔
「世界に7Gを広める会」会長で、7G回線を推し進めていた人物。「7G事件」を（本人も予想外とはいえ）引き起こした張本人。
現在は池袋の市長で葉香の忠臣を自称しており、実質的な池袋の支配者。
「7G回線開通式典」でマイクを所持して7G回線のことを一方的に話し、拉致同然に招いた葉香に開通ボタンを押させた（ただし開通直後に起きた現象は予想外らしく、その光景に絶叫していた）。
善治郎とマコトのうにゃうにゃ手術の現場にも居合わせており、逆らうものを消そうとしたり、葉香を利用して茶碗蒸しに変えて食べるなど後ろ暗いことも行っている模様。
その後、7G回線開通により異変を操る力を得た葉香に対し、7G事件の責任を取らされることを恐れて洗脳を施し、意のままに操って世界を元に戻すことを阻止している。
なお、洗脳の結果池袋は膨張を続け、いずれは全てを巻き込んで消滅する危機を迎えるのだが、そのことには気づいていない。
静留達が7G回線のスイッチを奪いにきたのを知るとダイヤゲート池袋からポンタロー新線を展開させ、葉香を連れ白色で内装が52席の至福風にされた2000系と装甲列車の2両から成る特殊列車で逃げて行った。
自らの保身のために葉香を迎えにきた静留たちに対しドローンを通じて装甲列車でアポジー号を迎撃するが、滅多矢鱈に砲撃を行ったため同士討ちを引き起こし自ら装甲列車を破壊してしまう。
列車に乗り込んできた静留たちに拳銃で応戦し反撃を受けつつも優位に立つが、葉香に対する捉え方をポチに見限られて列車外に放り出された。
再び這い上がって来て7G回線を停止させようとする葉香を攫っていこうと試みるがスワン仙人の予想外の乱入もあって制圧される。7G回線停止後は自身が茶碗蒸しになってしまった模様。
ポチ
声 - 中井和哉
葉香が映っている新聞とオープニングで早い段階から登場していた、スキンヘッドの精悍な男性。正体は7G回線開通式典で葉香の近くにいたカラス。
葉香の世話係として常に彼女の隣を付き従っている。名前は葉香の飼っているポチさんの名にあやかって、自らそう呼ぶよう頼み込んだ。
葉香の監視と誘導を命じられているポンタローの仲間で、かつて命を救われたことがあるらしい。しかしポンタローからの扱いは雑。
ポンタローに命じられ、7G回線のスイッチを奪いにきた静留たちと対峙する。凄まじい戦闘技能を持ち、腕前に自信のある静留・撫子・玲実の3人がかりでも彼女らを圧倒した。
静留を追撃しようとしてポチさんにデパート屋上の池に追い落とされたうえ巨大な植物に呑まれてしまうが、最終決戦に向かうアポジー号の連結器に取り付いてきていた。
葉香を巡る最終決戦にて葉香を思う気持ちからポンタローを見限り彼を列車外へ放り投げた。その後、車内に戻り静留と相まみえる葉香の為にお茶を淹れる。
7G回線停止後は本来のカラスの姿に戻り飛び立っていった。アポジー号が池袋を出発した際は葉香を追いかけるように飛んできており、その後は東長崎方面へと向かっていった。
抗う男
声 - 益山武明
異変を起こした7G回線と葉香を憎む男性。もともとは上板橋の住人であった。
葉香たちの元を襲撃し恨み言を吐くが、ポチによって取り押さえられ、葉香はポンタローに煽り立てられて異変を起こし彼を茶碗蒸しに変えてしまう。その茶碗蒸しはポンタローに食されてしまった。
7G回線の停止によって修復された池袋に同様の見た目をした男性が現れている。
住人
声 - 玉井勇輝（おじいさん）・今泉葉子（おばあさん）・川井田夏海（少年）・阿部菜摘子（少年）
木彫りのフクロウの姿をした池袋の住民たち。池袋に電車が通ったことに驚いていた。
自警団員
声 - 綿貫竜之介（団長）・内田修一・金子誠・新堂陽斗・角田雄二郎・坂泰斗
ポンタローに従う自警団員たち。いやいや仕事をさせられている。西武池袋線沿線外の住人のため人間のままである。
店員
声 - 唯野あかり・伊吹茅紘
デパートの接客ロボットたち。執拗に商品を買わせようと迫ってきた。絵画も売り付けようとしてきたが静留の一蹴で吹っ飛ばされた。

### その他の人物
平 善治郎（）
声 - 興津和幸
元電車運転士の男性。都会で働いていたが、吾野に戻ってきた。
ポンタローの7G回線に反対していたが、それにより「うにゃうにゃ手術」という頭部手術を強制的に施され、基本的に「ぼ」としか喋れない認知症の老人のような様相にされてしまった。
額にその手術痕が残っている。7G回線による異変が発生した際に吾野の住民ではなかったために動物化していない。
噂によれば元は鉄道会社のエリートで、マコトによれば彼も技術者であったらしい。
鉄道会社の制帽を被ると「反ボボモード」と名付けられている本来の年齢の姿に戻り、正常な発言ができるようになる。しかし1日に5分間だけでそれを過ぎると老人の姿に戻り、再び会話が通じなくなる。
静留達が池袋に向かった際、吾野を離れると頭痛や目眩が酷くなるという理由で電車に同乗せず吾野に留まっており、毎日17時に静留達と線路をトンカチで叩いて行うモールス信号で定期連絡を取っている。
ただし会話が成立するのは上述の通り5分間のみであり、それを過ぎるとモールス信号ですら「ぼ」のみとなる。
かなりの多弁であり、元の若い姿の間は早口で喋り続ける。しかし重要なものとは関係の無い情報も多く喋るため、重要な情報に辿り着く前に5分が過ぎ、結局大した情報を引き出せない、ということが多々ある。
後にマコトが吾野にたどり着き猫耳型の脳波読み取り装置を付けられることで、不完全ながらも老人のまま意思疎通を行う事ができている。それにより、池袋の膨張の継続とそれによる世界の消滅の危機が発覚した。
マコトによると静留達が池袋までたどり着いた時点で、本来の姿に戻る反ボボモードが5分38秒程に伸びていた。完全反ボボ（元の青年の状態）に戻るのは計算上94年後となる。
うにゃうにゃ手術の影響は7G回線とは関係が無いため停止後も老人の姿のままであり、昨日比で39秒反ボボモードが延長していた（つまり6分17秒反ボボモードを維持していた）。
ネコ兄
声 - 間島淳司
クロヒョウキャラバン（ナガト運送）の配達員。左目に眼帯をしている。
吾野には月一で集配に訪れている。クロヒョウキャラバンのアルバイトを希望した静留を、異変後の世界が危ないとの理由で断っている。
秋津から清瀬の間で2000系に乗った一行と再会し「渡りゾンビ」と池袋の情報を伝える。
スワン仙人
声 - 飛田展男
増水し湖のようになった高麗川をスワンボートで渡る老人。本人曰くそこまでの歳では無いのだという。もともとは要町の住人であった。
推測ばかりで要領を得ない話をする。静留に自作の地図（途中までしか書かれていない）を渡して「何も信じちゃ駄目。信じるなら自分で確かめた事」と助言を与えた。
その後西吾野に向かって進んでいったはずなのだが、どこかで空間を超越したのか、練馬高野台と富士見台の間で滝に飲まれかけているところを再会し、救助される。
そこで池袋が世界を収縮させながら膨張を続け、やがて全てを消滅させてしまうことと、現在の池袋の危険性を伝えた。また静留に渡した自作の地図を「改訂版」と称して新たに書いて渡し、池袋までの様子がわずかに判明した。
その後再び空間を超越し、葉香を巡る最終決戦に意図せず乱入してしまい、ポンタローをボートで押し潰し、図らずも静留たちの窮地を救った。
7G回線停止後も全て元通りに戻ることはなかった世界を見て回りたいと静留たちに告げ、デパートの屋上水路からスワンボートを漕いで去っていった。
エノキ
声 - 中谷一博・松本沙羅・福西勝也・小若和侑那
東吾野を出発した頃から昌のお尻に生えてきていた。飯能駅で玲実に発見され引き抜かれる。その後自走し奇声を上げて爆散した。
黒木 美都（）
声 - 小原好美
ゾンビにとって過ごしやすい安住の地を求めてさすらう渡りゾンビの女王。
他のゾンビたちと違い会話ができ思考もはっきりしている。女王を名乗るだけあって他のゾンビたちを従えることができる。
実はゾンビではなく普通の人間。肌の色はメイクで偽装している（偽装をしている理由について静留達は「自分がゾンビに襲われないように」と推測していたが、過去の回想でメイクしてなくてもゾンビが指示に従っている場面があり、誤っている可能性がある）。出先の武蔵藤沢の100円ショップで異変に巻き込まれるも保谷の出身だったためかゾンビ化を免れる。7話ではザ・ハウス・オブ・ザ・デッドをやってゾンビではないかを確かめた。
自身に付き従うゾンビたちを一度は置き去りにして地元へ戻ろうとしたが、途中で放っておけなくなり彼らの元へ戻ってゾンビの女王として振る舞うようになった。
一度は静留達を捕らえ、ゾンビ達に襲わせるが、最終的に静留達を見送る。この時、池袋に自分とは異なる「女王」がいることを伝えた。
池袋で自警団に追われ逃がれた椎名町で彼女たちと再会を果たす。7G回線のスイッチを奪取すべく、ゾンビたちと共に静留たちと共闘する。
葉香を巡る最終決戦ではアポジー号にゾンビ達と共に同乗し指笛でゾンビ達に指示を出したり、静留達が装甲列車に乗り移る際にアポジー号の操縦を代わった。
7G回線停止後はゾンビたちが姿だけは人間に戻ったためかゾンビのメイクをやめた。元ゾンビたちの女王であり続けるつもりらしく、静留たちに別れを告げると元ゾンビたちと共にどこかへ旅立っていった。
ゾンビ
声 - 岡本幸輔（スーツ）・八百屋杏（エプロン）・村井雄治（ヘビメタ）・いとうさとる（柔道）・大下昌之（Tシャツ）・拝師みほ（OL）・竹内恵美子・初村健矢
黒木に付き従うゾンビたち。もとは武蔵藤沢の住人たちであった。静留に襲い掛かるが、黒木に止められる。
基本的に不死身で体を切断しても修復されるが、猥談を聞く・下着を見るなど、性に関わるものを見聞きし続けると爆発し消滅してしまう。
池袋新聞によるとゾンビのニコイチ実験が行われたが失敗したらしい。
黒木によると脳みそとカリフラワー、7G回線のボタンに興味を示す。彼女からは35号、72号などと個体番号で呼ばれている。
最終決戦ではゾンビ同士がクレーンの様に連なり7G回線のスイッチをアポジー号に届けたり、途中で途切れた線路の代わりと成ってアポジー号を無事に通過させるなど静留たちの大きな助けとなった。
元ゾンビ
声 - 女性（今泉葉子・川井田夏海・阿部菜摘子・唯野あかり・伊吹茅紘）　男性（玉井勇輝・内田修一・金子誠・新堂陽斗・角田雄二郎・坂泰斗）
7G回線停止後にゾンビ達が人間に戻ったのではなく、元人間のゾンビが新しく人間になった存在である。そのため思考や行動はゾンビのままであり、引き続き黒木を女王として崇めている。静留達と別れ黒木と共にどこかへ旅立った。
西吾野男子
声 - 杉山里穂・小橋里美・小市眞琴
回想シーンで登場。幼い頃の晶に因縁をつけていじめようとするが、それに怒った玲実に懲らしめられた。

## 用語
7G（セブンジー）回線
世界最先端の技術を惜しみ無く注ぎ込まれたとされる新技術。
推進していたポンタロー曰く「脳に浮かんだ思考を直接読み取り、全てのデバイスにアプローチ。思う・即伝わる・考える・即動く」ほど情報伝達に優れたものであったらしい。
物理法則を破壊しかねないものと研究者達から言われており、反対派もいた。
開通と同時にその懸念は的中し、世界規模の異変を引き起こす事となった。
異変以外にも7G回線の影響でテレビやネットは繋がらなくなっており、情報網はほぼ遮断されてしまっている。辛うじて近距離であればPHSによる通信が可能な程度。
電車の線路を通して電気は供給され続けているが、通常の電気よりも電圧量が高いせいか複数の家電を稼働させるとブレーカーが落ちてしまう。
葉香が7G回線のスイッチを押したことで7G回線は停止した。それにより通信状況が回復し吾野から池袋の間でPHSによる通話が可能になった。
しかし7G回線による異変の影響全てが元通りに戻ったのではない為、異変は未だ各所に残ってしまっている。
異変
7G回線開通と同時に引き起こされた怪奇・超常現象の総称。
環境の急激な緑化と風化、往来が困難になるほどの土地の広大化など全域で共通している異変と、特定地域のみで起きている異変の二つが存在する。
駅名横の記号はスワン仙人の地図に記された物を表す。/が付いてる箇所は改訂版で記号が変わった駅。
吾野：□21歳3ヶ月を越えた人間が動物化する異変が発生。一部の地域では人間が木に変わったという噂も流れている。ゴーヤ、米、中麦が採れるようにもなった。7G回線の停止後は身体だけは人間体に戻っている人達がいた。
吾野から東吾野の間では高麗川が広大な湖の様になり胡内に高崎観音が移動してきていた。2000系車内に静留が持ち込んだゴーヤが急成長する現象が発生。ポロロッカの様な大波が発生し線路が各所でグニャグニャに曲がってしまい吾野方面に通れなくなったが線路自体は断裂していない。高麗川を抜けた先はコンドルやアマビエの地上絵が描かれた荒野が拡がっていた。
東吾野：□人に寄生するキノコが出現。寄生されると意欲や執着が薄れ、嫌なことや辛いことが苦に感じなくなる代わりに1～2年しか生きられなくなるのだという。
武蔵横手：○/◇一帯が広大な草原と化していて、二足歩行するヤギのような生き物の大群に遭遇。列車に突撃を仕掛けてきたため列車を急発進させて難を逃れる。池袋新聞によるとその後、芸を覚えたとのこと。
武蔵横手から高麗の間では白樺の生えた砂漠、多数のクレーターが穿たれた荒野が拡がっている箇所があった。
高麗：○空にハロが無数に現れ、一帯にヒガンバナが咲き乱れていていた。巨大なマンドラゴラのようなオタネニンジンが一面に生えており、ウネウネと動きながら不気味に笑い掛けてきた。
高麗から東飯能の間ではサンマが獲れる川が流れていて一行は水浴びをした。無数の蛍が舞う荒野、霧の濃い平原となっている箇所があった。
東飯能：○辺り一面がゴルフ場と化して多数のゴルフボールが転がっていた。JR八高線の線路もあるが高麗川方面で途切れている。上空からゴルフボールが雹のように無数に振りそそぐ異常気象が発生。
飯能：○線路際に人の顔にも見える不気味な木が密生し、駅付近にはリニューアル後のホームに設置された造形物に似た巨大な木製オブジェクトが林立していた。
元加治：○駅舎に異変が無くトイレと水も使えたが、周辺に北欧の童話のような不思議な家や巨大なゲーム機が立ち並んでいた。
仏子：□人間が地蔵と化していた。
入間市：○/□宙に無数の巨大な内臓が浮かんでいた。池袋新聞によると臓物は乗物で、それを裏付ける反応が有ったとのこと。
稲荷山公園：◇駅のみは異変が無く通常の大きさだが、そこ以外の人や地形が異常に小さくなる現象が発生。住人の言によれば最初は膨張から始まったのだが、その後反動で圧縮されたのだという。小さくなったことで空いたスペースにはただの土地しか存在しない。圧縮されたのは駅周辺の街だけであり、周辺の地形は膨張したままとなっている。
武蔵藤沢：○/□住民がゾンビ化した。
狭山ヶ丘：○未登場。地図にはパイプが描かれていたが改訂版では煙管に変わっていた。
小手指：○未登場。地図は空欄だったが改訂版で地球ゴマが描かれていた。
西所沢：□未登場。地図には勢い良く飛んでいる人が描かれていた。
所沢：□未登場。地図には握り寿司が描かれていた。
秋津：○未登場。地図は空欄であったが改訂版でブロッコリーが描かれていた。
秋津から清瀬の間では野菜や山菜が巨大化していたり無数のサインポールが林立している箇所があった。また線路周辺の森に黒木率いる渡りゾンビが住み着いていた。
清瀬：○未登場。地図にはゾンビが描かれていたが改訂版では串焼きに変わっていた。
東久留米：○賽の河原のように石が積み上げられており、それ以外は何も無い荒野になっている。駅に着いた途端、耐え難い痒みに襲われた。痒くなる場所は人によって異なるのだという。ポチさんには影響がない様子。
ひばりヶ丘：○駅が廃墟のビルに囲まれている。着いた途端、過去のトラウマがフラッシュバックした。こちらはポチさんにも影響があった。
保谷：□大泉学園がネリアリランドと化していることを教えてくれた人物がいた。会話の中でのみ触れられており直接の描写は無い。
大泉学園：◇/□住民が「練馬の国のアリス」の登場人物と化し、それぞれの人物になりきってしまっていた。また数週間前までは最終回を再現した平和な街だったが、椎名町の住民の力によって悪役たちの封印が解かれ、悪役たちに町が乗っ取られてしまった。
石神井公園：○未登場。地図は空欄であったが改訂版で長靴が描かれていた。
練馬高野台：□未登場。地図には歌うカエルが描かれていた。
練馬高野台と富士見台の間では巨大な峡谷が拡がっていて、その間を縫うように長大な鉄橋が架けられ周囲に無数の滝が流れていたり、カエルの鳴き声がする広大な湖となっている箇所があった。
富士見台：◇/□未登場。地図には河童が描かれていた。
中村橋：○未登場。地図は空欄であったが改訂版でひび割れが描かれていた。
練馬：□未登場。地図には嘔吐する顔が描かれていた。
桜台：◇未登場。地図には足跡が描かれていた。
江古田：○/□未登場。地図にはツチノコが描かれていた。
東長崎：○/◇未登場。地図は空欄であったが改訂版で鳥と人が描かれていた。
東長崎から椎名町の間ではテーブルマウンテンやメサが拡がりラクロスのスティックが無数に突き刺さった荒野や、ピラミッドとアンコールワットが並ぶ菜の花畑が拡がっている箇所が有った。
椎名町：◇外見に大きな異変は無いが住民はほとんどいなくなり、かわりに力の契約「サブスク」により限定的な異変の力を行使できる黄緑色のベレー帽を被った漫画家の住民3人がいた。山手通りから先は住民の異変の力により地割れが発生し線路が途切れていたが、住人たちが負けサブスクを解除したことで、再び線路が繋がった。
池袋：□7G回線開通の場にして異変の爆心地。建物が捻れる・浮かぶ、あちこちに不可解なものが生えるなど異変の影響は深刻。世界を収縮させつつ膨張を続けており、エントロピーの増大でいずれ全てを消滅させてしまうのだという。7G回線が停止した事で元の池袋に似た状態に戻るがサンシャイン60が複数建ち並んだうえに鶏が街中に生息していたり、バベルの塔や天守閣の有る城が聳えているなど異変の影響と見られるものが残ったままでもある。
7G（セブンジー）・ウェーブ・ブレイン現象
7G回線の研究者によって提唱された概念。
7G回線の影響下では人の体はその意識の有り様で変化するのだという。
この概念により、人が動物や地蔵、ゾンビなど様々なものに変化する現象が発生している。
外見だけでなく精神にも影響を及ぼしており、昌に生えたキノコを抜いた際、「大事なものまで抜かれた」と考えたことでキノコと関係無く無気力状態となってしまった。
7Gのトリガーとなった葉香は特にこの現象が強く影響しており、考えたことがそのまま異変として現実世界を作り替える。
クロヒョウキャラバン
7G回線による崩壊後も各地で配送を続けている運送会社。正式名称は「ナガト運送」だが、会社のマークに黒豹が描かれているからか「クロヒョウ」と呼ばれている。吾野には1ヶ月毎に配送に来ているらしい。
「クロヒョウ」以外にも「クマ」・「ペリカン」・「カンガルー」・「飛脚」と呼ばれた運送会社があったが、異変による混乱で活動停止を余儀なくされた模様で、現在は「クロヒョウ」のみが活動している。
配送トラックの各所を装甲化、車両上部に機関銃・連装機関砲・戦車砲を搭載する、車体に戦闘痕が数多くあるなど町の外の危険さを物語っている。
ネコ兄以外の配達員も膝に装具を付けていたり、義手となっている者がいる点から配送の過酷さがうかがえる。
西武2000系電車（アポジー号）
物語開始時点から吾野駅に留められていたクモハ2463とクハ2464からなる2両編成の車両。
善治郎から運転を教わった静留が池袋に向かうために使用している。
吾野を出発する際に撫子、玲実、昌、ポチさんも乗り込んできた。
武蔵横手から高麗の間で撫子、玲実、昌も静留から講習を受け運転するようになった。
静留が持ち込んだゴーヤを車内で育てており、東吾野で起きた急成長では後ろの一両を覆い尽くすほどに成長した。これらは飯能でのスイッチバックを行う時までには刈り取られていた。
池袋到着の際にかなりのスピードで頭端式ホームに突っ込み前の一両が傾くが、一時撤退する際には無事に発車できる頑丈さを発揮した。
一度椎名町へ撤退した際にはゴーヤが線路に蔦を絡めて振動でモールス信号を伝えたり、吾野のマコト達と音声通話が出来るほどの成長を遂げた。
通話に使用したゴーヤは美味しくいただくようにとのマコトの指示でゴーヤ炒めに調理され、直後に合流した黒木に振る舞われた。
炊飯器、カセットコンロなどの調理器具に食器類、ダイニングテーブル、布団と寝袋が備えられており寝食環境が整っている。
道中で電車に名前を付けることとなり、静留の「アポジー（apogee）」が採用された。
練馬の国のアリス
作中世界のアニメ作品。7G事件発生までは毎週木曜日夜12時半からテレ玉で放送されていた。
玲実が公式ファンブックをクロヒョウキャラバン経由で購入していたり、葉香と静留が一緒に視聴しているなどしていた。
静留宅にケッシーのコップやスーちゃんのTシャツがあったりするなどキャラグッズの展開もされている。
池袋新聞
異変後の世界でも発行が続けられている新聞。ふくろ新聞とも書かれている。
2024年3月1日発行版が撫子の購入したギンバイカの苗の緩衝材に使われていた。
これに葉香の写った写真が掲載されていたことが、静留が池袋に葉香を探しに行く切っ掛けとなった。
記事の内容は池袋周辺の状況が中心となっているが練馬高野台や武蔵横手、仏子といった池袋から離れた地域の状況も掲載されている。
ミニ自衛隊
稲荷山公園の異変に巻き込まれ1/6サイズに縮小してしまった入間基地の航空自衛隊と陸上自衛隊の部隊。
ボスの支配下にあり警告も無しに静留と玲実に攻撃を加えてくるなど非常に好戦的。
通常の大きさの静留と玲実は銃撃や砲撃を受けても負傷することは無く痛みや痒みを感じる程度であった。
下記の装備品が登場した。
C-1輸送機：機銃と砲を備えたガンシップに魔改造されている。静留と玲実に遭遇した途端に射撃を加え、その後ミニ隊員達を空挺降下させた。静留奪還時に激高して稲荷山環境センターの排気塔に登った玲実の迎撃を行うが主翼を叩き壊されて基地内に不時着した。
16式機動戦闘車：国道16号に追い詰めた静留達を砲撃してきた。マコト救出時には玲実の蹴りや静留のスライディングを受け多数が吹っ飛ばされた。
軽装甲機動車：国道16号に追い詰めた静留達へ車体上面に備えたMINIMIで銃撃を加えてきた。マコト救出時に静留のスライディングを受けて多数が吹っ飛ばされた。
81式地対空誘導弾：麻酔弾頭に換装されている。国道16号に追い詰めた静留達へ発射し昏倒させた。マコト救出時にも使用されるが動きを見切った玲実に躱されたり、静留が投げたタイヤによって迎撃されるが再度、静留を昏倒させる。
CH-47：昏倒した静留と玲実をローターに縛り付けて拘束していた。ミニ隊長の質問中に騒いだ二人にローターを回転させる制裁を加えた。騒動の終結後、ボスを狭山湖に出来た無人島に追放するため吊り下げ輸送の要領で連行していった。
移動式管制塔：静留と玲実を尋問する際にミニ隊長が使用した。
73式トラック：ミニ隊員達の移動に使用された。
64式小銃：ミニ隊員達が装備していた。
高機動車：静留奪還時に玲実に同行して来たマコトが使用していた。
F-2戦闘機：静留奪還時に玲実を迎撃しに来た。ミサイル攻撃を加えるが、それによって玲実のブレスレットが切れてしまい彼女を激高させてしまった。稲荷山環境センターの排気塔に登った玲実へ再度ミサイル攻撃を加えるが打ち返されたミサイルが主翼に当たり損傷、パイロット脱出後に墜落した。
F-4戦闘機：静留奪還時に玲実を迎撃しに来た。激高し稲荷山環境センターの排気塔に登った玲実に銃撃を加えたりミサイルを発射するも、墜落するF-2とニアミスしてコントロールを失ったのか搭乗員達の脱出後に墜落した。
西武30000系電車
物語冒頭で池袋駅に入線していく車両が登場する。
西武20000系電車
物語冒頭、池袋駅の電留線に留められている車両が登場。
小田急3000形電車 (初代)
7G停止後の世界で西武池袋線と並走している路線を走行していた。みんなが「西武新宿線？」と言っていたが実際のところは不明のままである。

## スタッフ
- 原作 - apogeego
- 監督・音響監督 - 水島努[1]
- 演出チーフ - 菅沼芙実彦[1]
- シリーズ構成 - 横手美智子[1]
- キャラクターデザイン原案 - namo[1]
- キャラクターデザイン・総作画監督 - 西田亜沙子[1]
- プロップデザイン - やまだたかひろ、久保充照（第8話）
- 美術設定 - 青木薫
- 美術監督 - 野村正信[1]、堀越由美
- 色彩設計 - 小山知子[1]
- 撮影監督 - 田沢二郎[1]
- オフライン編集 - 後藤正浩[1]
- 音響効果 - 小山恭正[1]
- 録音調整 - 山口真之[1]
- 音楽 - 辻林美穂[1]
- 音楽制作 - フライングドッグ[1]
- 音楽プロデューサー - 内田峻
- プロデューサー - 河本紗知、外川明宏、伊藤将生、鈴木健、和田卓治、西前朱加、川人憲治郎
- アニメーションプロデューサー - 柴田渉
- アニメーション制作・CG制作 - EMTスクエアード[1]
- 製作 - 「終末トレインどこへいく？」製作委員会（KADOKAWA、ムービック、フライングドッグ、DAXEL、TOKYO MX、AT-X、EMTスクエアード）

## 主題歌
「GA-TAN GO-TON」
中島怜によるオープニングテーマ。作詞・作曲は姉田ウ夢ヤと堀下さゆり、編曲は姉田ウ夢ヤ。
「ユリイカ」
ロクデナシによるエンディングテーマ。作詞・作曲は傘村トータ、編曲は小松一也。
「黒豹便のテーマ」
大渕野々花による挿入歌。作詞は水島努、作曲・編曲は辻林美穂。

## 各話リスト
| 話数 | サブタイトル                      | 脚本       | 絵コンテ         | 演出                     | 作画監督 | 総作画監督          | 初放送日      |
| --- | --------------------------------- | ---------- | ---------------- | ------------------------ | --- | ------------------- | ------------- |
| 第1話 | ちょっと行ってくる                | 横手美智子 | 水島努           | 水島努                   | 山内大輔 八木元喜 藤田正幸 武内啓 中村和代 橋本純一 スタジオマスケット                                                | 西田亜沙子          | 2024年 4月1日 |
| とある理由で池袋にきた中富葉香は77,777人目のお客様として「7G回線開通式典」に強引に招かれ、ポンタローや周囲の目線に気圧されて開通ボタンを押すが、それにより後に「7G事件」と呼称される世界規模の異変が発生する。7G事件発生から約2年後、千倉静留は行方不明になった親友の葉香が池袋にいることを新聞の写真で知る。静留は平善治郎から運転技術を教わり、学校を辞めると告げて電車で吾野から池袋を目指すことを決め、それに星撫子、久賀玲実、東雲晶、犬のポチさんが同行する。 |                                   |            |                  |                          | |                     |               |
| 第2話 | 推測、だろう、思われる            | 横手美智子 | 菅沼芙実彦       | 菅沼芙実彦               | 山内大輔 | 西田亜沙子          | 4月8日        |
| 広大化した高麗川を電車で渡る途中、静留たちはスワンボートに乗る謎の仙人と遭遇し、池袋から来たという彼から推測ばかりで要領を得ない話を聞かされるが、電子タバコと交換で彼が自作した地図をもらう。先へ進むうちに準備不足を痛感し、いったん吾野へ戻ろうと考えるが、津波により線路が崩壊し退路を断たれる。やむを得ず進むことになり隣駅の東吾野に到着、一行は頭からキノコを生やした住民に出迎えられる。 |                                   |            |                  |                          | |                     |               |
| 第3話 | ショートでハッピーイージーに      | 横手美智子 | 許琮             | 臼井貴彦                 | 小島えり | 西田亜沙子          | 4月15日       |
| 静留たちはマツタケイコをはじめとした住民たちからミストサウナやキノコ料理でもてなされるが、あまりに親切な態度に晶は不信感を抱く。すぐに出発しようと進言する晶に対して、やがて他の3人は池袋へ行く気力を失くし、いつの間にか頭からキノコを生やしていた。晶がなんとか3人からキノコを抜いて正気に戻した後、静留はマツタからもキノコを引き抜こうとするが拒否される。東吾野駅付近の住民たちは、辛いことや嫌なことから逃れるために、寿命が短いことを承知の上で望んでキノコを生やし、親切心で静留たちを仲間にしようとしていた。それでも池袋行きを諦めず、静留たちは住民に見送られて出発する。 |                                   |            |                  |                          | |                     |               |
| 第4話 | なんでおしり隠すの？              | 村越繁     | 許琮 水島努      | 水島努                   | 柳瀬譲二 Kim Segon Lee Yeongmi Lee Jitaek An Minmi Ha Seunghui 慧敏 鑫月 STUDIO MASSKET                               | 武内啓              | 4月22日       |
| 池袋まで残り29駅。静留たちは交代で運転することに決め、ヤギ人間が突撃してくる武蔵横手駅、奇声を発する人参が生えている高麗駅、ゴルフボールが降ってくる東飯能駅を通過していく。一度方向を変えるために飯能駅で荷物を移動させるが、その最中に、晶の尻からキノコが生えていたことが判明する。無理矢理キノコを引き抜くが、それによって晶の性格がおかしくなる。定時連絡のモールス信号で善治郎から助言を受け、同僚だったという「ドクター」を頼るために稲荷山公園駅に向かうが、そこで静留と玲実はミニチュアサイズになった兵隊姿の住民たちから攻撃される。 |                                   |            |                  |                          | |                     |               |
| 第5話 | 骨にされてしまいます              | 村越繁     | 許琮             | 飯村正之 臼井貴彦 水島努 | 藤田和行 吉岡敏幸 岡田由起子 竹内昭 降籏秀吉 服部憲知 わたなべさとみ 鴨宮弘樹 慧敏 明光 鑫月 星野園 瑞木晶 STUDIO CL  | 中村和代            | 4月29日       |
| 稲荷山公園駅一帯はボスによって支配され、ボスに従う上等稲荷山市民と自由を奪われた下等稲荷山市民とに区分されていた。麻酔ミサイルによって眠らされた静留と玲実は拘束されるが、近くまでやってきた清掃係の市民に、ボスを倒すことを条件に解放してもらう。ボスに捕らえられていたドクター・マコトを救出するが、静留は玲実とマコトを逃して再び拘束される。マコトは7Gの研究に関わった科学者であり静留たちが求めていた医者では無かったが、マコトの診断により晶の症状は大切なものをキノコと共に取られたという意識により7Gの影響を受けたものだと推測する。玲実は静留を助けに戻るが、昔晶からもらったブレスレットを兵隊の爆撃で壊されて激昂し、ボスと兵隊を撃退する。ボスの部屋に生えていたキノコを食べさせても晶の性格はおかしいままだったが、玲実が晶の愛読書を無理矢理食わせることで元に戻る。ボスは異変で巨大化した狭山湖の無人島送りとなり、マコトは善治郎に会うために吾野へ行くことに決める。吾野へ向かうマコトに見送られ、静留達は次の駅へ進む。 |                                   |            |                  |                          | |                     |               |
| 第6話 | そんなにひどいこと言ったかな      | 横手美智子 | 菅沼芙実彦       | 小坂春女                 | 吉田南 藤田和行 八木元喜 青木真理子 中野裕紀 岡田由起子 服部憲知 藤田正幸 橋本純一 南伸一郎 高橋こう平 STUDIO MASSKET | 西田亜沙子          | 5月6日        |
| 池袋に向けて進む静留達は電車の名をアポジー号と決める。秋津から清瀬の間で停車中にポチさんが嘔吐したのを切っ掛けに、静留は葉香が池袋へ行ってしまった経緯を語る。その時の葉香に対する態度を撫子たちに咎められた静留は、一人で池袋に行くと言い出し電車を降りてしまう。追いかけてきたポチさんと線路を歩いていくが清瀬へ近道をしようとして線路脇の森に入っていく。頭を冷やした静留はアポジー号に戻ろうとするがゾンビの群れと、それを率いる女王の黒木に遭遇し捕らえられてしまう。翌朝、アポジー号の一行は静留を追いかけ電車を走らせる途中でクロヒョウキャラバンと再会し近辺での渡りゾンビ目撃情報を聞く。 |                                   |            |                  |                          | |                     |               |
| 第7話 | 笑うゾンビはゾンビじゃない        | 横手美智子 | 菅沼芙実彦       | 菅沼芙実彦               | 遠藤省二 梶浦紳一郎 岡田由起子 中村和代 高橋こう平 藤田和行 篠原信子 龍光 明光 慧敏 鑫月                              | 西田亜沙子          | 5月13日       |
| 黒木率いるゾンビの群れは静留を連れて森からの移動を始める。静留を探しに森へ入った撫子、玲実、昌は早速ゾンビの群れと遭遇するが絵具でゾンビに成り済まし事なきを得ると、静留のリュックを背負ったゾンビを発見し後を追う。山の上に集結したゾンビたちの中に静留とポチさんを見つけるが、黒木に感付かれてしまう。うどんやゲームを使った尋問を乗り切るも笑ってしまった事でゾンビではないと看破されてしまう。襲い来るゾンビたちを撃退していくものの次々と再生してきてしまうが、ネコ兄からゾンビは性に関する事に弱いと言われたことを思い出した撫子は昌にエロスな事を言わせる。昌がイギリス文学の性描写を暗唱した事によりゾンビ達は爆散し、静留一行はその隙にアポジー号へと戻っていく。その後ゾンビ達に進行方向の線路を塞がれるが善治郎から伝えられた春歌を斉唱し周辺のゾンビを撃退する。黒木をゾンビではないと思った静留は山になったゾンビの群れに乗込み彼女を問い質す。異変後からの彼女の経緯を知った静留達は友達として黒木を池袋行きに誘うが、ゾンビの女王としての道を選んだ黒木はその場に留まり池袋にも別の女王がいるとの情報を伝えアポジー号を見送る。 |                                   |            |                  |                          | |                     |               |
| 第8話 | バチ当たらない？                  | 水島努     | 水島努           | 水島努                   | 池津寿恵 梶浦紳一郎 島田英明 中村和代 橋本純一 藤田和行 八木元喜 山内大輔 STUDIO MASSKET                              | 西田亜沙子 武内啓   | 5月20日       |
| 猛烈な痒みに襲われる東久留米、過去のトラウマが呼び起こされるひばりヶ丘を超えてアポジー号は大泉学園へと向かっていた。大泉学園はアニメ作品『練馬の国のアリス』の最終回のエンディングが再現された世界になっているという。静留はかつて葉香と同番組を視聴していたことを思い出す。しかし到着した大泉学園では敵のモブであるウォーカーや渾沌の部下達が祭りを行っていた。既にアリス達は渾沌の部下達によって亡き者にされていた。憤慨した玲実がとっとと池袋へ行こうと口にした途端、敵と見做され渾沌一味から追われてしまう。エスカレーター裏にあるレジスタンスの牛丼屋に逃げ込んだ静留達は、この一週間のうちに敵の封印が解けて渾沌天下になってしまった経緯を知ると共に匿われていたスーちゃんと合流する。ウォーカーに扮した静留達は墓掘り人夫から首狩り鎌を奪取しアリス達の墓から欠片を取り戻す。しかし持ち駒の泉の設定が変えられておりアリス達は復活することなく消滅してしまい、スーちゃんも追手である罪悪感のかたまりの手によって欠片と化しそのまま持ち駒の泉に落ち消滅してしまう。牛丼屋にウォーカー達が迫る中、撫子に一喝されたウライズミン達は静留達をアリス一行の姿にし牛丼屋から脱出させる。墓場の戦いで渾沌の部下達を撃退し渾沌を追い詰めるも、あと一歩のところで渾沌は円盤に乗込み池袋の魔女王である葉香のことを口にして逃げて行った。ウライズミン達は静留達をアリスの代わりにして大泉学園を護ってもらおうとするが、静留達はあっさり断りアポジー号で池袋へと向かう。 |                                   |            |                  |                          | |                     |               |
| 第9話 | 思ってたよりつまんないみたいな    | 横手美智子 | 清水聡           | 岩田義彦                 | 中野裕紀 わたなべさとみ 鴨宮弘樹 岡田由起子 藤田和行 益田賢治 慧敏 鑫月                                               | 西田亜沙子          | 5月27日       |
| 葉香は池袋で屈強な身体をしたポチと言う男に世話をされながら吾野の自宅を模した部屋で過ごし、吾野高校を模した教室で勉強をしポンタローと会食をする日々を送っていた。しかしそれは7G回線による異変の責任を逃れるためにポンタロー達に記憶を操作された姿であった。池袋は葉香が願えば建物が高く伸び、空の惑星が接近するなどしてくる様相を呈していた。そんな葉香に不満を抱き歯向かう者もいるが、ポンタローに扇動され葉香はそれらの人々を茶碗蒸しに変えてしまっていた。その頃アポジー号は滝が無数に流れる峡谷を走行していた。その中の静留達一行は和やかな雰囲気に包まれていた。突如として前方の滝からスワン仙人の乗ったボートが流されているのを発見し撫子の吾野弓術を使って救出を試みる。助けられたスワン仙人は以前渡した地図の説明と世界が変化を続けていることを伝える。それによると池袋が歪に膨張し何れは世界を巻き込み消滅してしまうとのこと。一方吾野では稲荷山公園から到着したマコトが善治郎に脳波読み取り装置を付けて帽子を被っていない状態でもコミュニケーションを図る事に成功しており、そこでも池袋が膨張を続けることによる世界の消失の危機が語られていた。スワン仙人は再び旅立とうとする際に改訂版の地図を静留達に渡し、お返しとしてゴーヤ、筍、毛布などを受け取る。そして彼も池袋の魔女王のことを口にし去っていった。再び池袋ではポンタローの許に静留達が池袋に向かって来ていることが伝わっていた。 |                                   |            |                  |                          | |                     |               |
| 第10話 | これこそ反抗と退廃の証            | 村越繁     | ワタナベシンイチ | 小坂春女                 | 清水恵蔵 藤田和行 降籏秀吉 鴨宮弘樹 中野裕紀 わたなべさとみ STUDIO MASSKET 明光 鑫月 星野園                           | 武内啓              | 6月3日        |
| 池袋へと進み続けるアポジー号ではスワン仙人から貰った改訂版の地図と世界の消滅について語る玲実や昌達の姿があった。その途端に急停車をするアポジー号。進路上にはぬいぐるみの様な動物と脱線したトロッコが立ち塞がっていた。静留が目を凝らして見ると、それらは2年前に「ちょっと他を見てくる」と言って吾野を離れたクズリとなった父を始めとする消防団の人達であった。お互いの近況を語り合う中で静留の父が椎名町でケンカを売られるも負けてしまい今の姿にされてしまった事を伝える。その際の戦利品として獲た黄緑色のベレー帽を昌に渡し、椎名町で葉香らしき人物を見たとも語った。トロッコを修理した所で吾野の善治郎からモールス信号で世界の消滅の恐れと池袋で7Gの暴走を止める事で、それを回避できる可能性が有ると伝えられる。静留の父も池袋に付いて行くというが怪我をしていることを心配され、まずは吾野の家族の許に帰るように言われたためアポジー号を見送る。翌日、椎名町に差し掛かるが先述のことも有り通過しようとするが駅から先が崩落して無くなっていた為、下車を余儀なくされる。椎名町サンロードで池袋新聞を手に入れた一行は葉香の最近の写真を目にする。そこへポンタローの刺客としてトキワマンたちが現れサブスクの力で静留、撫子、玲実をそれぞれの作風に改編してしまう。昌にも新連載ビームを放つがサブスクの力の源であるベレー帽を被っていた為、無効化された上にジメジメと本を読んでいた想像力で反撃を受けてしまう。その後も静留達による適当すぎる展開の反撃を受け自らベレー帽を放り投げてしまい、経緯の回想中に捕らえられてしまう。トキワマン達は葉香の写真に写っていたポンタローの正体を話すと力の契約を解除した。それにより椎名町駅から先が修復され池袋への線路も繋がった。 |                                   |            |                  |                          | |                     |               |
| 第11話 | もう無理かな……                    | 横手美智子 | 菅沼芙実彦       | 菅沼芙実彦 村川直哉      | 青木真理子 上田恵理 及川博史 岡田由起子 橋本純一 藤田和行 降籏秀吉 八木元喜 山方春香 中野裕紀 鴨宮弘樹                | 中村和代            | 6月10日       |
| 長い道のりを経て、なんとか終点・池袋に到着した静留たちは、ついに葉香との再会を果たす。 しかし、葉香は７G事件の前とはすっかり様子が変わっており、静留たちの事は覚えていない。更にはポンタローに見つかってしまい、敵として追われることになってしまった。やむを得ず電車をバックさせ一旦椎名町駅まで戻った静留たちは、ゴーヤのツタを使ってマコトと善治郎と交信し、世界を元通りにする方法の仮説を聞く。 それによると、ONのままになっている7G回線のスイッチを切ればいいらしい。そこに外から電車を叩く音が聞こえる。外にいたのはゾンビの女王・黒木とゾンビたちだった。自分達も元に戻りたがっているゾンビたちと共に再び池袋に入り、スイッチを探す一同。ついにスイッチを見つけ、ポチを始めとした妨害に遭いながらもスイッチを押すが、7G回線はまだ止まらなかった。ついにポチの攻撃で倒される静留たちだが、そこで電車で逃げるポンタローと葉香を目撃する。 |                                   |            |                  |                          | |                     |               |
| 第11.5話 | 総集編 〜これまでの終末トレイン〜 | -          | -                | -                        | - | -                   | 6月17日       |
| 第1話から第11話までをダイジェストでまとめた総集編。「制作上の都合により放送延期」とのことだが、監督の水島努は自身のXにおける投稿で「要するに間に合わなかっただけです。」としている。 |                                   |            |                  |                          | |                     |               |
| 第12話 | いつもって何だっけ                | 横手美智子 | 水島努           | 水島努                   | 武内啓 岡田由起子 中野裕紀 鴨宮弘樹                                                                                   | 西田亜沙子 中野裕紀 | 6月24日       |
| 葉香を乗せた列車はポンタロー新線を走り去ってゆく。静留達は後を追うためアポジー号に乗り込み出発する。そこにマコト達からゴーヤを通じて連絡が入り7G回線のボタンと葉香の関係性を伝えられる。ゾンビの力を借り7G回線のボタンを受け取った一行は改めて追跡を再開する。宇宙に線路が通っている様な空間でアポジー号は急な方向転換を迫られたり途切れた線路に阻まれたりするが、撫子や黒木率いるゾンビ達の活躍によって乗り越え、徐々に葉香の乗った列車との距離を縮めていく。並走するアポジー号に対してポンタローは装甲列車から銃砲撃を加える。それにより脱線しそうになったアポジー号だが、ゾンビ達が傾きと逆方向に集中する事で姿勢を立て直す事に成功する。装甲列車と同じ路線に入った所で静留達は向こうに乗り込むことを決断する。黒木に運転を任せアポジー号の屋根に上がった所で渾沌とボスがポンタローに加勢してくるが、二人とも簡単に撃退されてしまう。ポンタローは四方八方に砲撃を加え続けたため装甲列車自身も被弾して壊れてしまう。その隙を付きアポジー号は装甲列車に連結を敢行、静留達が乗り移っていく。拳銃を持ち出して迎え撃つポンタローに対し静留達は連携攻撃を加えるが、昌がポンタローの手中に落ちてしまいピンチに陥る。そこにポチも入り込んでくるが加勢するのではなく葉香と池袋の関係を問い質してくる。葉香の命や意思を顧みない態度を示すポンタローを見限りポチは彼を列車の外に放り出し静留達に葉香の行末を託す。列車内でテーブルを挟み対面を果たした静留と葉香、静留は謝罪の意を示すが葉香は静留に対して髪の毛で一撃を加えてしまう。全てを思い出した彼女は混乱する弾みで静留を締め上げたりしてしまうが、撫子が持って来ていたギンバイカが今までの思い出や二人の約束の星シリウスを突如映し出し始める。その中で静留がこれからの葉香を応援する意を示してくれたことなどで、葉香は世界を戻す決心をする。いざ葉香が7G回線のボタンを押そうとした途端、這い上がって来たポンタローが彼女を連れ去ろうとしたが突如スワン仙人の乗ったボートが降りかかってきてポンタローを押し潰す。葉香も静留達によって無事に引き上げられ、改めて7G回線のボタンを押すのであった。そしてアポジー号に乗った一行はデパートの屋上に戻って来ていた。世界は元に戻ったのではなく同じ様に見えて変わり続ける世界になったのだとスワン仙人は語り再び旅立っていった。黒木率いる元ゾンビの一行とも別れを告げた静留達は、アポジー号の行き先幕を『吾野』に合わせて池袋を出発する。その隣を一羽のカラスが並んで羽ばたいていた。マコトからも通信が繋がるようになり更なる変化後の吾野の様子を伝えられる。日が暮れた頃、アポジー号の一行は西武池袋線とは別の路線を走る列車を発見した。葉香に尋ねられ静留はアポジー号と名付けた理由を語り出す。その先にはシリウスが輝き満月が浮かぶ空と、果てしなく続く線路が浮かび上がっている。そして物語は幕を下ろすのであった。 |                                   |            |                  |                          | |                     |               |

## 放送局
| 放送期間               | 放送時間                     | 放送局     | 対象地域 | 備考                                            |
| ---------------------- | ---------------------------- | ---------- | -------- | ----------------------------------------------- |
| 2024年4月1日 - 6月24日 | 月曜 21:00 - 21:30           | AT-X       | 日本全域 | 製作参加 / CS放送 / 字幕放送 / リピート放送あり |
|                        | 月曜 23:30 - 火曜 0:00       | TOKYO MX   | 東京都   | 製作参加                                        |
| 2024年4月2日 - 6月25日 | 火曜 0:00 - 0:30（月曜深夜） | KBS京都    | 京都府   |                                                 |
|                        |                              | サンテレビ | 兵庫県   |                                                 |
|                        | 火曜 1:00 - 1:30（月曜深夜） | BS11       | 日本全域 | BS放送 / 『ANIME+』枠                           |

| 配信開始日   | 配信時間                | 配信サイト | 備考                     |
| ------------ | ----------------------- | --- | ------------------------ |
| 2024年4月1日 | 月曜 23:30 更新         | dアニメストア | 地上波同時・単独最速配信 |
| 2024年4月6日 | 土曜 23:30 以降順次更新 | niconico （ ニコニコ生放送 / ニコニコチャンネル ） Lemino ABEMA FOD バンダイチャンネル Hulu TELASA J:COM STREAM milplus U-NEXT アニメ放題 Prime Video DMM TV | 見放題配信               |
|              |                         | music.jp ビデオマーケット HAPPY!動画 カンテレドーガ | 都度課金配信             |

## BD / DVD
| 巻 | 発売日        | 収録話         | 規格品番   | 規格品番   |
| 巻 | 発売日        | 収録話         | BD         | DVD        |
| -- | ------------- | -------------- | ---------- | ---------- |
| 1  | 2024年7月24日 | 第1話 - 第4話  | ZMXZ-17491 | ZMBZ-17501 |
| 2  | 2024年8月28日 | 第5話 - 第8話  | ZMXZ-17492 | ZMBZ-17502 |
| 3  | 2024年9月25日 | 第9話 - 第12話 | ZMXZ-17493 | ZMBZ-17503 |

## ミニアニメ
『わんわんトレインどこへいく？』がYouTubeにて2024年4月24日から公開中で、AT-Xでは4月29日の第5話から放送された。その後第1話から一挙放送された。
あらすじ
静留・撫子・玲実・晶の4人が7Gの影響！？で「わんわんトレイン」に大変身！ みんな仲良くできるかな！？
登場人物
静留
2000系を模した「わんわんトレイン」と成っている。
撫子
4000系を模した「わんわんトレイン」と成っている。
玲実
001系を模した「わんわんトレイン」と成っている。
昌
信号機を模した「わんわんトレイン」と成っている。
黒木
6000系を模した「わんわんトレイン」と成っている。
ポチさん
特に変化した様子は無い。

スタッフ
* キャラクター原案 - namo
* 監督・絵コンテ・演出 - 小坂春女
* 脚本 - 藤本冴香
* キャラクターデザイン・作画監督 - 徳川恵梨
* 美術監督 - Park Seon Hwan
* 撮影監督 - 王辰
* 音響監督 - 山口貴之
* 音響効果 - 小山恭正
* 音響制作 - グロービジョン
* アニメーション制作 - EMTスクエアード
* アニメーション制作協力 - マジックバス
* 製作 - 「終末トレインどこへいく？」製作委員会
| 話数  | サブタイトル                       | 配信日         |
| ----- | ---------------------------------- | -------------- |
| 1両目 | お金と愛どっちが大切？             | 2024年 4月24日 |
| 2両目 | 無人島に行くなら何を持っていく？   | 5月1日         |
| 3両目 | ケーキのイチゴいつ食べる？         | 5月8日         |
| 4両目 | 宝くじ当たったらどうする？         | 5月15日        |
| 5両目 | タイムマシンで行くなら未来？過去？ | 5月22日        |
| 6両目 | 占いの結果 信じる？ 信じない？     | 5月29日        |
| 7両目 | 一夜漬け する？ しない？           | 6月5日         |
| 8両目 | 誰かのための嘘はあり？ なし？      | 6月12日        |
| 9両目 | 宇宙人っていると思う？             | 6月26日        |

## 漫画
酉村が手掛ける、東雲晶の視点を主軸としたコミカライズがカドコミ (KADOKAWA) にて2024年3月25日から2025年6月30日まで連載された。
- 酉村（漫画）・「終末トレインどこへいく？」製作委員会（原作） 『終末トレインどこへいく？』 KADOKAWA〈MFコミックス〉、全3巻
  1. 2024年6月21日発売[70][71]、ISBN 978-4-04-811307-6
  2. 2024年12月23日発売[72]、ISBN 978-4-04-684140-7
  3. 2025年7月23日発売[73]、ISBN 978-4-04-684900-7

## 関連書籍
- 『終末トレインどこへいく？ 公式ガイドブック マージナル・ダイヤグラム』KADOKAWA、2025年6月10日発売[74]、ISBN 978-4-04-115735-0